# 耿鳴世
耿鳴世（1534年—1596年），字茂謙，號敬亭，山東濟南府新城縣（今桓台县）人，民籍，明朝政治人物。

## 生平
嘉靖四十年（1561年）辛酉科山東鄉試第三十六名舉人。隆慶二年（1568年）中式戊辰科會試第一百八十名，三甲二百八十八名進士，三年授任直隶邢臺縣知縣，任內减税三分之一；又引水灌溉城西农田。六年升刑部广西司主事，万历二年四月改任广西道御史，三年巡按陕西，四年二月以病乞归。五年九月復补山西道御史，六年十二月以宽縱池州府犯人张思道等七人，降一级调外任，或谓南京户科给事中余懋学疏忤张居正谪为民，归婺源，会歙县民与婺源、休宁等五邑争丝得激变，居正暗中排挤懋学，拟旨索宦族主使甚急，鸣世不从，遂有是贬。七年降调山西蒲州判官，升潞安府推官，十年升礼部精膳司主事，历员外郎，十一年闰二月升陕西按察司佥事，十三年二月进右參議。

## 家族
曾祖耿水；祖父耿溫，赠太仆寺卿；父耿錞，岁贡生封承德郎礼部精膳司主事。母王氏，赠夫人；繼母劉氏；繼母許氏，俱赠夫人。弟鳴皋、鳴岐，俱为吏目；耿鳴雷，太仆寺卿；鸣冈，拔贡；鸣阳，廪生；鸣鶚。